# Albert Camus
Uppslagsordet ”Camus” leder hit.  För andra betydelser, se Camus (olika betydelser).
Albert Camus (IPA: /al'bɛʁ ka'my/), född 7 november 1913 i Mondovi (nuvarande Dréan) i Franska Algeriet, död 4 januari 1960 i Villeblevin i Frankrike, var en fransk författare, filosof och 1957 års nobelpristagare i litteratur, som den näst yngste i historien – 44 år gammal. 
Hans författarskap har varit viktigt för framväxten av bland annat le nouveau roman ("den nya romanen"), även om företrädare för den tagit avstånd från honom. Återspeglingar av Camus skildringar av ångest och vilsenhet kan märkas i litteraturen ända fram till det sena nittonhundratalets litteratur. 
Lars Gustafsson skriver i en essä: ”Allt vad denne författare skrev förblir intressant. Han kommer med i det Harold Bloom kallar ’the Western Canon’, de oundgängliga skrifterna. Han ställer de stora djupa frågorna”.

## Biografi

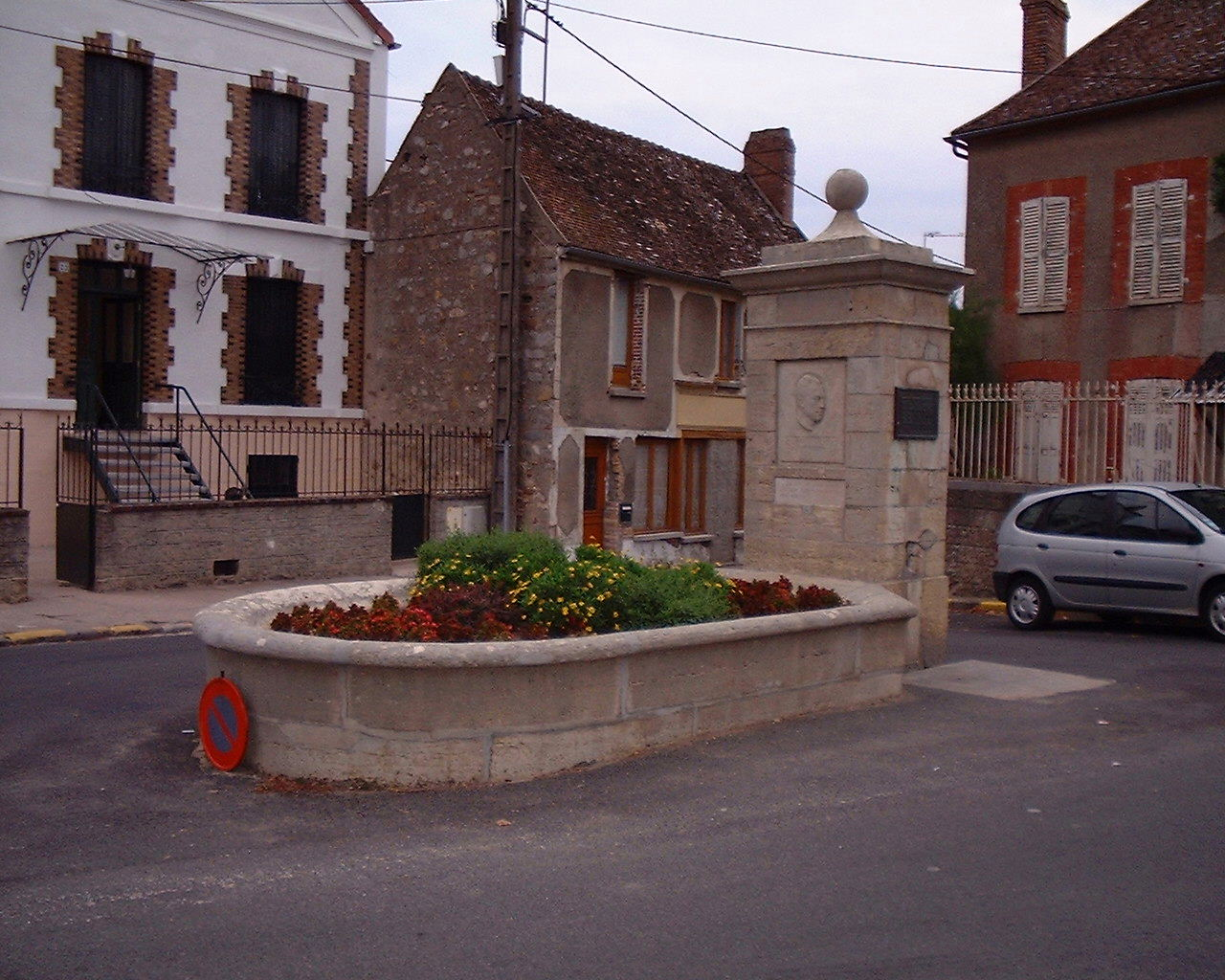
Minnesmärke över Camus i Villeblevin, där han dog.

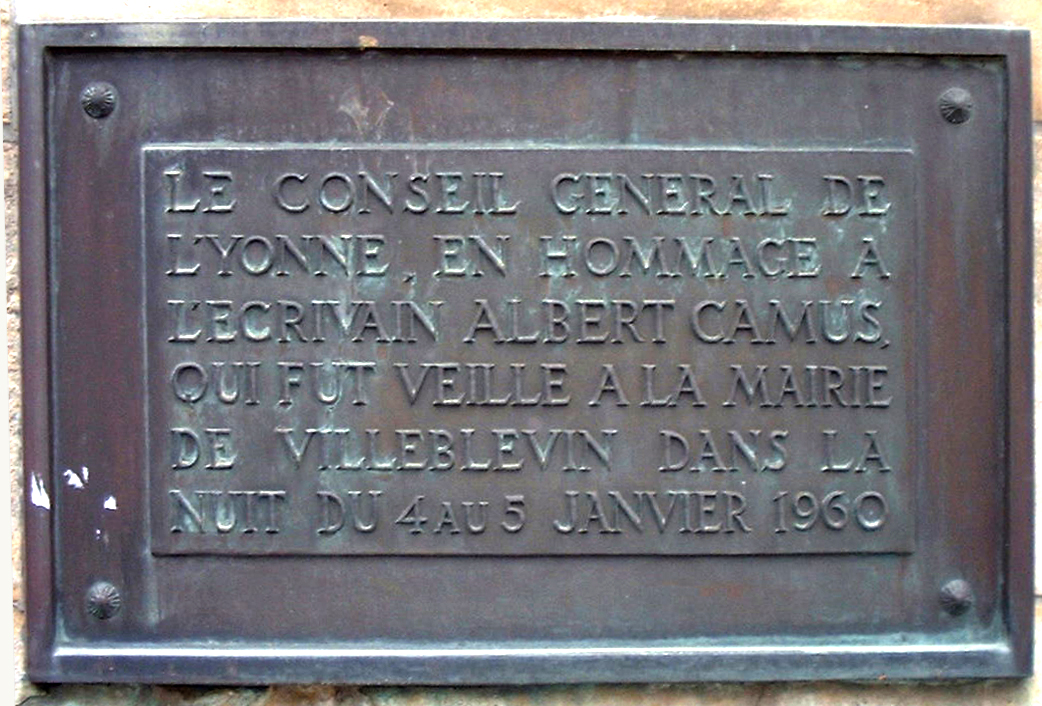
Bronsplattan på monumentet tillägnat Camus i staden Villeblevin, Frankrike. Texten på skylten lyder: "Från fullmäktige i Yonnes departementet i en hyllning till författaren Albert Camus, vars kvarlevor låg i vaka i Villeblevins rådhus under natten mellan 4 och 5 januari 1960."

Albert Camus föddes som pied-noir i Franska Algeriet och växte upp i arbetarklassmiljö. Hans far avled tidigt, och hans tidiga år bestod av en nära relation till modern. Trots fattig uppväxt fick Camus tillfälle att studera, vilket senare ledde till mer omfattande studier i filosofi. Åren 1937–1939 var Camus medlem i kommunistpartiet. 
År 1938 började han arbeta som tidningsman. Han befann sig i Paris när tyskarna under andra världskriget invaderade Frankrike 1940. Camus försökte fly men anslöt sig till slut till franska motståndsrörelsen, där han tjänstgjorde som redaktör samt chefredaktör för dess olagliga tidning Combat under åren 1945–1947.
Albert Camus första stora bidrag till världslitteraturen bestod av den koncentrerade berättelsen Främlingen, utgiven 1942, som kanske är hans mest lyckade existentiella verk. Även romanen Pesten från 1947 är ett av den franska litteraturens främsta verk och har ofta betraktats som en av existentialismens klassiker. Lars Gustafsson rankar Pesten som Camus allra bästa roman.
Jean-Paul Sartre bidrog starkt till Camus genombrott genom att utpeka romanen Främlingen som en representant för existentialismen.  Man kan säga att Sartre och Camus en tid var existentialismens främsta banerförare. Camus visar i sina verk på det absurda, slumpmässiga och till synes meningslösa i människans tillvaro; hans nihilism bär drag av Nietzsches filosofi.
Albert Camus tilldelades nobelpriset i litteratur 1957 med motiveringen "För hans betydelsefulla författarskap, som med skarpsynt allvar belyser mänskliga samvetsproblem i vår tid". Han var nominerad till priset redan 1949.

## Död och begravningsplats
Albert Camus omkom i en bilolycka i Villeblevin i departementet Yonne i centrala Frankrike den 4 januari 1960, i en Facel Vega. Bilen kördes av hans förläggare Michel Gallimard, som också avled efter bilolyckan. I portföljen bredvid honom i bilvraket låg manuset till självbiografin ”Den första människan”, senare postumt utgiven.
Camus grav finns i kommunen Lourmarin i Vaucluse i södra Frankrike, där han vilar tillsammans med sin hustru Francine i en enkel opretentiös grav omgärdad av lavendel. Gravstenen är liten och består enbart av namn och årtal.
I samband med 50-årsminnet föreslog den dåvarande presidenten Sarkozy i december 2009 att Camus kvarlevor skulle flyttas till Panthéon i Paris och begravas bredvid nationalhjältarna Victor Hugo och Émile Zola. Det hela rann sedermera ut i sanden. Men frågan var väckt och var så nära ett adlande av Camus, som man kan komma.

## Eftermäle
Asteroiden 12696 Camus är uppkallad efter honom.

### Romaner
- 1942 – L'Étranger (Främlingen; översättning Sigfrid Lindström, Bonnier, 1946; översättning Jan Stolpe, Bonnier, 2009)
- 1947 – La Peste (Pesten, översättning Elsa Thulin, Bonnier, 1948. Nyöversättning Jan Stolpe 2020)
- 1956 – La Chute (Fallet, översättning Eva Alexanderson, Bonnier, 1957)
- 1971 – La Mort heureuse (skriven 1936–1938; En lycklig död: dokument och efterlämnade skrifter, översättning av C.G. Bjurström, Bonnier, 1973)
- 1994 – Le Premier homme (ofullbordad; Den första människan, översättning C.G. Bjurström, Bonnier, 1997)

### Novellsamling
- L'exil et le royaume (1957)
  - ”La femme adultère”
  - ”Le renégat ou un esprit confuse”
  - ”Les muets”
  - ”L'hôte”
  - ”Jonas ou l'artiste au travail”
  - ”La pierre qui pousse”
    - Landsflykten och riket (översättning Eva Alexanderson, Bonnier, 1957)

### Facklitteratur
- L'envers et l'endroit (1937)
  - Framsidan och frånsidan; ingår i: Sommar (översättning C.G. Bjurström, Bonnier, 1963, ny översättning av Helén Enqvist, Lindelöws, 2022)
- Noces (1938)
  - Bröllop; ingår i Sommar (översättning C.G. Bjurström, Bonnier, 1963, ny översättning i Bröllop och Sommar, av Joachim Forsgren, Lindelöws, 2024)
- Le Mythe de Sisyphe (1942)
  - Myten om Sisyfos (översättning Gunnar Brandell och Bengt John, Bonnier, 1947)
- L'Homme révolté (1951)
  - Människans revolt (översättning Gunnar Brandell, Bonnier, 1953. Den revolterande människan, nyöversättning Nikanor Teratologen 2022)
- L’Eté (1954)
  - Sommar; ingår i Sommar (översättning C.G. Bjurström, Bonnier, 1963, ny översättning i Bröllop och Sommar, av Joachim Forsgren, Lindelöws, 2024)
- Réflexions sur la guillotine (1957)
  - Tankar om giljotinen (anonym översättning, Hjalmarson & Högberg, 2008)
- Carnets, mai 1935—fevrier 1942 (1962)
  - Anteckningar. 1935-1942 (översättning av Anna Säflund, Interculture, 1990)
- Carnets, 1943—1951 (1965)
  - Anteckningar. 1942-1951 (översättning Anders Bodegård, Interculture, 1992)
- Carnets, Mars 1951–December 1959 (1989)
- Albert Camus, Maria Casarès. Correspondance inédite (1944-1959). Avant-propos de Catherine Camus. Gallimard, 2017.

### Pjäser
- Caligula (författad 1938, urpremiär 1945)
  - Caligula (översättning Eyvind Johnson, Bonnier, 1949)
- Requiem pour une nonne (1956)
- Le Malentendu (1944)
  - Missförståndet (översättning Nils Molin och Stig Torsslow, Bonnier, 1949)
- L'État de Siege (1948)
- Les Justes (1949)
  - De rättfärdiga (översättning Elsa Thulin, Bonnier, 1957)
- Les Possédés (1959)

### Svensk samlingsvolym
- Brev till en tysk vän ; Konstnären och hans tid: föreläsning den 14 december 1957 ("Lettre à un ami allemand" och "Conférence d'Uppsala du 14 décembre 1957" (översättning Karin Löfgren, Lind & Co, 2002)